# Oddział prewencji Policji

Naszywka oddziałów prewencji i pododdziałów kontrterrorystycznych noszona na umundurowaniu służbowym

„Korpusówka” oddziałów prewencji i pododdziałów antyterrorystycznych noszona na mundurze galowym

Oddział prewencji Policji (OPP), ewentualnie Samodzielny pododdział prewencji Policji (SPPP), do 1989 ZOMO – w polskiej Policji jest to zorganizowana na wzór wojskowy jednostka organizacyjna podlegająca komendantowi wojewódzkiemu lub stołecznemu, przeznaczona głównie do działań zespołowych w ramach pododdziałów zwartych.

## Zadania
Zgodnie z § 35 Zarządzenia Nr 1041 KGP z 28.09.2007 r. w sprawie szczegółowych zasad organizacji i zakresu działania komend, komisariatów i innych jednostek organizacyjnych Policji do głównych zadań OPP i SPPP należą:
- ochrona bezpieczeństwa i porządku publicznego w czasie trwania legalnych zgromadzeń publicznych oraz imprez masowych i protestów społecznych
- przywracanie porządku publicznego w przypadku zbiorowego naruszenia prawa
- ochrona bezpieczeństwa i porządku publicznego podczas pobytu przedstawicieli obcych państw
- ochrona porządku publicznego w przypadku konstytucyjnie określonych stanów nadzwyczajnych oraz katastrof i klęsk żywiołowych
- wspierane jednostek policji w działaniach patrolowych oraz patrolowo-interwencyjnych
- prowadzenie pościgów za niebezpiecznymi przestępcami.

Funkcjonariusze OPP i SPPP pełnią również zwykłą służbę patrolową. W skład OPP w Warszawie wchodzi dodatkowo Kompania Reprezentacyjna Policji.

## Wyposażenie

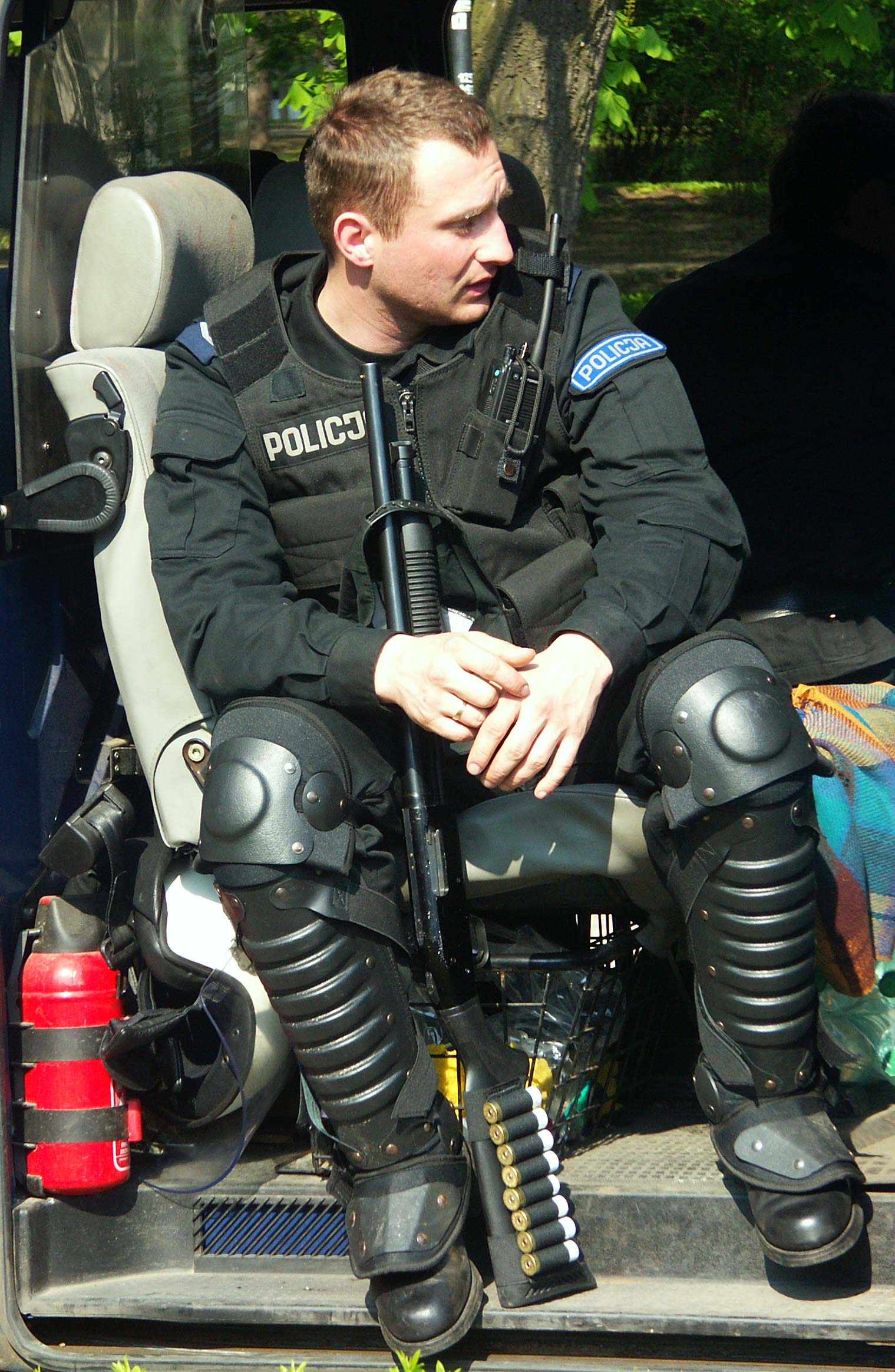
Policjant OPP w częściowym stroju ochronnym

W czasie pełnienia służby patrolowej funkcjonariusze OPP i SPPP posiadają przy sobie standardowe wyposażenie policyjne. W przypadku wykonywania działań w ramach pododdziałów zwartych, mogą być wyposażeni dodatkowo w:
- strzelby gładkolufowe
- kaski ochronne
- tarcze
- kamizelki ochronne, nagolenniki, ochraniacze na ręce, rękawice ochronne
- pałki szturmowe
- miotacze gazu łzawiącego
- miotacze gazu pieprzowego
- granaty łzawiące
- pistolety sygnalizacyjne
- megafony
- nożyce dwuręczne
- koce gaśnicze.

Oddziały prewencji wykorzystują także w swoich działaniach:
- armatki wodne
- automatyczne wyrzutnie gazu łzawiącego.

Ponadto w grudniu 2010 roku OPP w Warszawie otrzymał od Komendy Głównej Policji LRAD-500X, nowoczesne urządzenie akustyczne warte 130000 zł. Najwyższa Izba Kontroli stwierdziła w 2012 roku nieprawidłowość tego zakupu przez fakt zablokowania funkcji ogłuszania tłumu przez urządzenie.

## Historia

### Dwudziestolecie międzywojenne

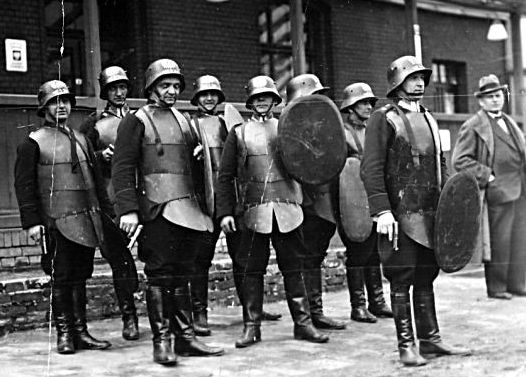
Międzywojenny Oddział Rezerwy Policji Państwowej (RPP). Zdjęcie z lat 30.

W okresie międzywojennym formacją przeznaczoną do zwalczania zamieszek i demonstracji ulicznych była Rezerwa Policji Państwowej (RPP). Pierwsze jednostki rezerwy, powstały w 1923 roku, po masowych wystąpieniach robotników (min. Zamieszki krakowskie 1923 roku). Zgodnie z zarządzeniem oddziały rezerwowe miały mieć charakter kompanii szkolnych, odbywających normalne szkolenie niższych funkcjonariuszy Policji Państwowej, a jednocześnie gotowe do działań w każdej chwili. Kompanie miały liczyć 60 osób, a ze względu na ich szczególny charakter każda kompania miała posiadać całkowity polowy ekwipunek.
W skład ekwipunku oddziałów rezerwy Policji Państwowej wchodziły: hełmy francuskie wz. 15, później Stahlhelm (austriacki wz. 17). i hełm wz. 31, metalowe pancerze chroniące tors i metalowe tarcze, pałki policyjne, karabiny (z bagnetami). Warszawskie jednostki rezerwy dysponowały armatką wodną (nazywaną w tamtych czasach „tankiem wodnym”) produkowaną w Zakładach Mechanicznych „Ursus”.

### Polska Rzeczpospolita Ludowa
W 1944 władze komunistyczne utworzyły Milicję Obywatelską (MO). Początkowo Milicja Obywatelska nie posiadała pododdziałów zwartych. W okresie stalinizmu funkcjonariusze MO nie byli nawet wyposażeni w pałki policyjne, które kojarzyły się z istniejącą w czasie niemieckiej okupacji i podlegającą pod Ordnungspolizei – Policją Granatową.
Dopiero wydarzenia Poznańskiego Czerwca z 1956 roku zmusiły władze do oddziałów rezerwy MO. W 1956 roku generał Ryszard Dobieszak, ówczesny Komendant Główny Milicji Obywatelskiej wydał rozkaz utworzenia Zmotoryzowanych Odwodów Milicji Obywatelskiej (ZOMO). Zgodnie z założeniem jednostki ZOMO miały być gotowe w każdej chwili do działania i szybko przemieszczać się w miejsce gdzie były potrzebne. Oprócz tłumienia wystąpień antykomunistycznych miały również udzielać pomocy ludności w czasie klęsk żywiołowych, ochraniać imprezy masowe.

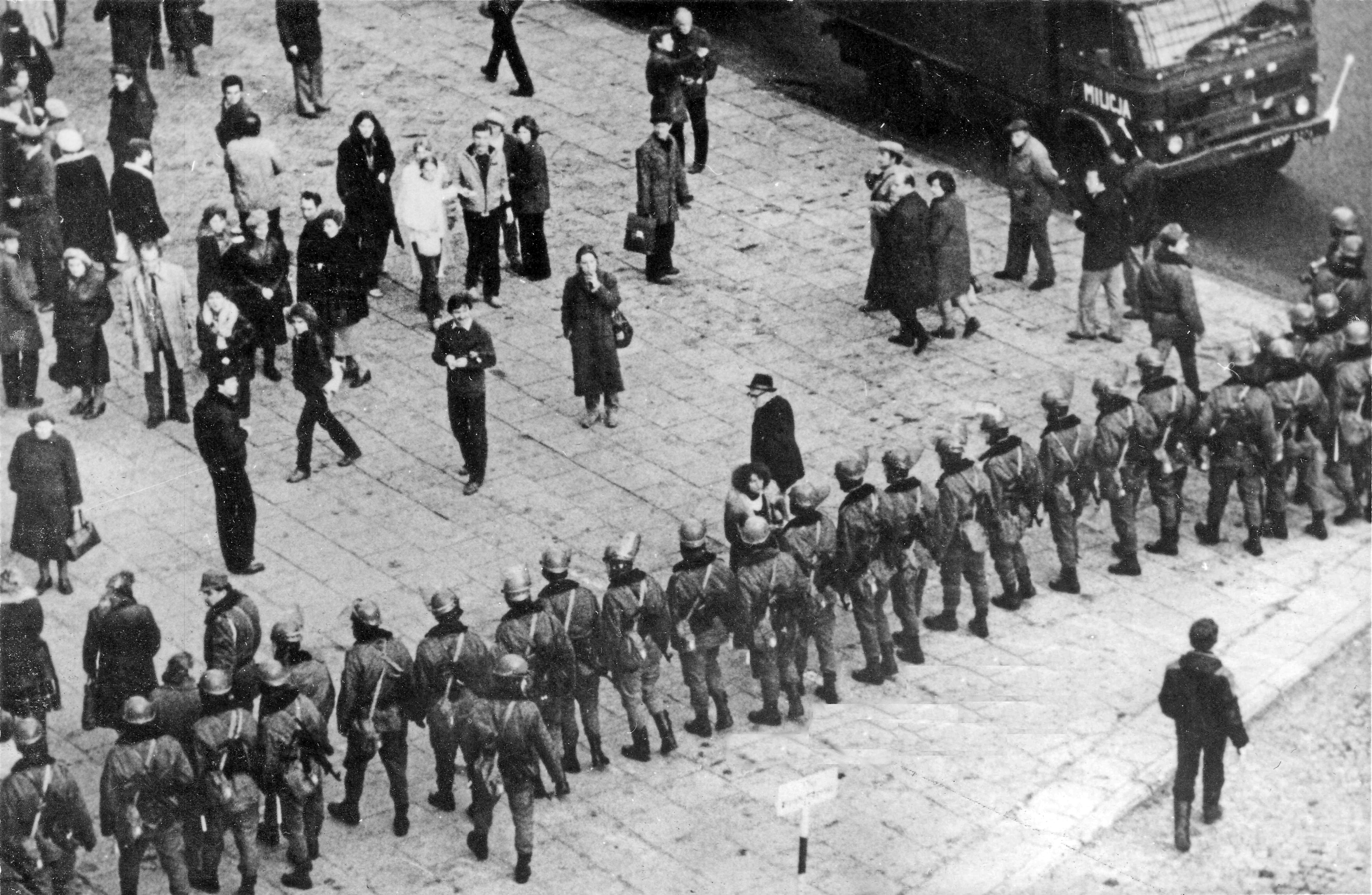
Funkcjonariusze ZOMO podczas stanu wojennego w Polsce

W latach 70. i 80. ZOMO było używane głównie do brutalnego tłumienia demonstracji przeciwników władz komunistycznych: wydarzenia na Wybrzeżu z 1970 roku, wydarzenia w Radomiu i Ursusie z 1976, protesty robotnicze z lat 1980–1981, stan wojenny w latach 1981–1983 (min. pacyfikacja kopalni Wujek).
7 września 1989 roku rozwiązano ZOMO, a w ich miejsce powołano Oddziały Prewencji Milicji Obywatelskiej (OPMO).
W skład ekwipunku ZOMO i OPMO wchodziły: umundurowanie polowe (identyczne do mundurów polowych Ludowego Wojska Polskiego), kamizelka szturmowa, nagolenniki, kaski motocyklowe (lata 70.), kaski szturmowe wz.83 z przyłbicą pleksiglasową (lata 80.), tarcze ochronne (w latach 80. wykonane z pleksiglasu), gumowe pałki szturmowe.
Broń gładkolufowa: Miotacz Pocisków Gumowych (MPG). Granaty chemiczne ręczne: granat UGŁ-200, granatnik nasadkowe: granatnik RWGŁ-1, granatnik RWGŁ-3 i AWGŁ.
Armatki wodne: w latach 60. armatki produkowane przez wschodnioniemieckie zakłady „Industrieverband Fahrzeugbau”, w latach 80. armatki wodne produkowane przez czechosłowackie zakłady „Tatra”, armatki polskiej produkcji „Hydromil1”, zbudowane na podwoziu „Stara”. ZOMO używało również radzieckiego transportera opancerzonego BTR-60PB.

### III Rzeczpospolita Polska

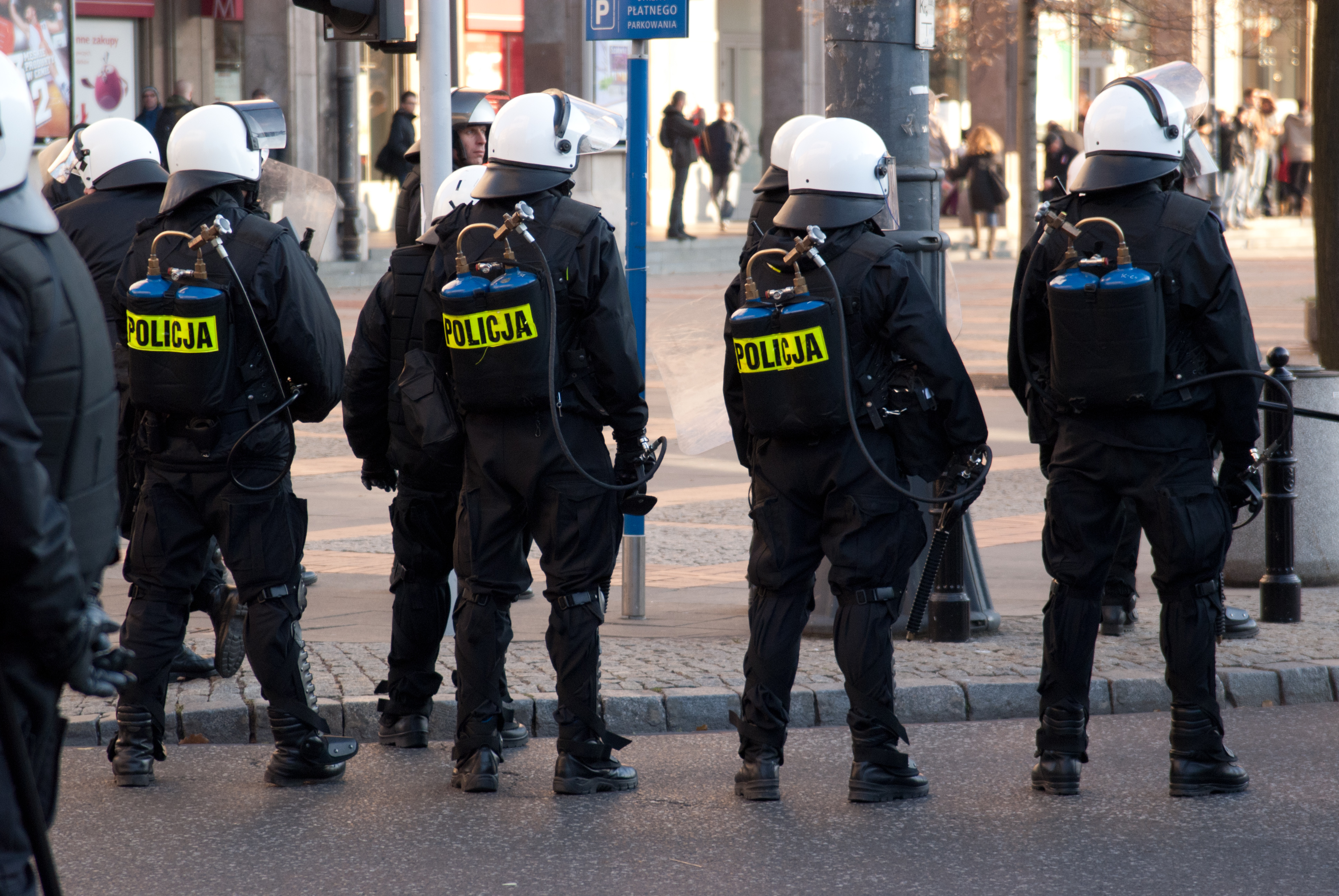
Funkcjonariusze Oddziału Prewencji Policji podczas Marszu Niepodległości w Warszawie

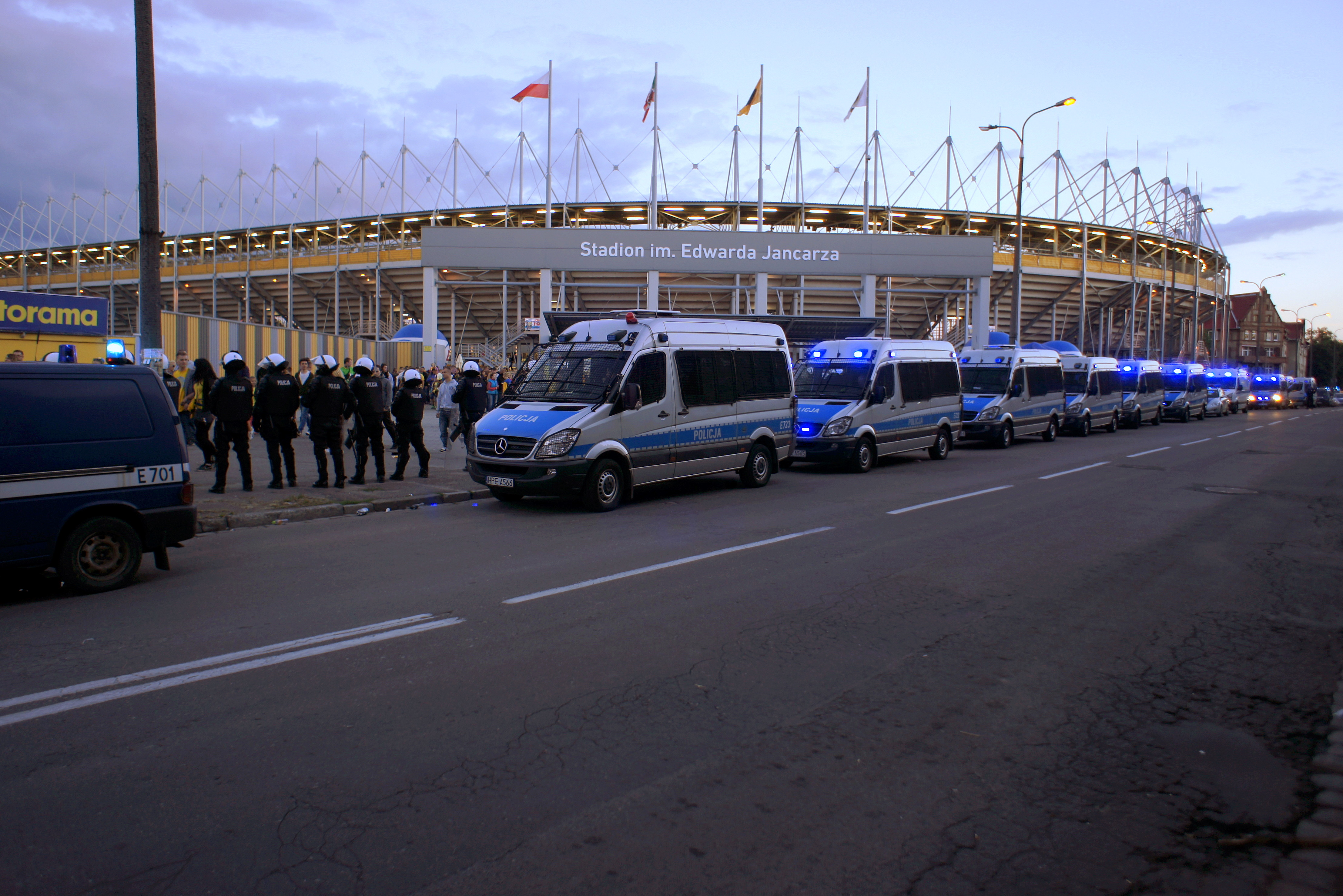
Wsparcie podczas imprezy masowej podwyższonego ryzyka

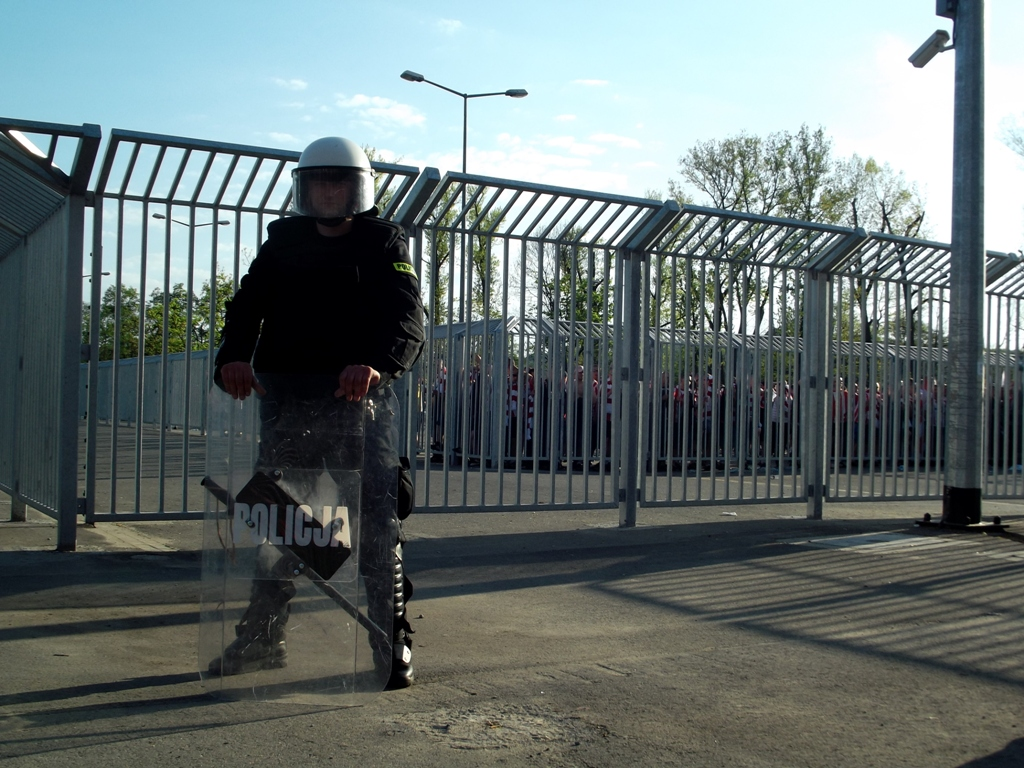
Funkcjonariusz Oddziału Prewencji Policji podczas 185. derbów Krakowa pomiędzy Wisłą a Cracovią w 2012 r.

6 kwietnia 1990 roku Milicja Obywatelska została przekształcona w Policję, a po likwidacji OPMO powstały Oddziały Prewencji Policji (OPP). Pierwszym aktem prawnym regulującym strukturę OPP było Zarządzenie nr 6/90 Komendanta Głównego Policji z dnia 3 sierpnia 1990 roku w sprawie organizacji oddziałów prewencji i pododdziałów antyterrorystycznych Policji. W roku 2010 obok OPP wprowadzono jednostki o mniejszym normatywie etatowym (pomiędzy 120 a 339), tj. SPPP. Do obecnych zadań OPP i SPPP należą: patrole w większych miastach, zabezpieczenie różnego rodzaju manifestacji oraz meczów piłkarskich i innych imprez sportowych, a także pomoc w przypadkach katastrof i klęsk żywiołowych.
W 2022 roku w strukturach Policji Oddziały Prewencji Policji (OPP) funkcjonowały w następujących miastach: Białymstoku, Bydgoszczy, Gdańsku, Katowicach, Kielcach, Krakowie, Lublinie, Łodzi, Olsztynie, Płocku, Poznaniu, Radomiu, Rzeszowie, Szczecinie, Warszawie i we Wrocławiu natomiast Samodzielne Pododdziały Prewencji Policji (SPPP) w Bielsku-Białej, Częstochowie, Gorzowie Wielkopolskim, Legnicy i Opolu. Samodzielny Pododdział Prewencji Policji w Toruniu w 2003 roku został przekształcony w II Kompanię Oddziału Prewencji w Bydgoszczy.
Stan etatowy Policji w roku zakładał funkcjonowanie następującej liczby stanowisk w jednostkach typu OPP i SPPP:
- 1992 – 6884
- 1995 – 6398 do 6430
- 1998 – 6923
- 2010 – 6537
- 2014 – 6751 (ok. 6,6% wszystkich polskich policjantów[11]).
- 2022 – 7904
- 2024 – 8356